# Jean Magnon
Jean Magnon (* 10. Oktober 1620 in Tournus; † 17. April 1662 in Paris) war ein französischer Dichter und Dramatiker.

## Leben und Werk
Jean Magnon war Rechtsanwalt. Er schrieb 8 Theaterstücke, die alle von Molière aufgeführt und in jüngster Zeit kritisch herausgegeben wurden. Dann machte er sich an das Riesenwerk La Science universelle, das den Ehrgeiz hatte, das Wissen aller Bibliotheken in sich zu vereinigen. Von den angepeilten 200 000 Versen hatte er 10 000 erstellt, als er im Alter von 41 Jahren auf dem Pont Neuf ermordet wurde.

## Werke

### Theater
- Artaxerxe. Tragédie. 1645. (nach Plutarch)
- Josaphat. Tragi-comédie. 1647. (Einfluss von Corneilles Polyeucte)
- Sejanus. Tragédie. 1647. (nach Art von Corneille)
- Le grand Tamerlan et Bajazet. Tragédie. 1648.
- Le mariage d’Oroondate et de Statira, ou La conclusion de Cassandre. Tragi-comédie. 1648. (nach La Calprenède)
- Jeanne, reine de Naples. 1656.
- Zénobie, Reyne de Palmire. Tragédie. 1660.
- Tite. Tragi-comédie. 1660. (vor Tite et Bérénice von Corneille (1670) und Bérénice von Racine (1670); bei Magnon gibt es ein Happy End)
  - (kritische Ausgabe) Hrsg. Hermann Bell. Baltimore 1936.
- Théâtre complet. Hrsg. Bernard J. Bourque. Narr Francke Attempto, Tübingen 2020. (kritische Ausgabe)

### Weitere Werke
- Les heures du chrestien divisées en trois journées; Qui sont la Journée de la Penitence, la Journée de la Grace, & la Journée de la Gloire. Où sont compris tous les Offices, avec plusieurs prieres, Avis, reflexions, & meditations, tirées des Stes Escritures, & des Peres de l’Église. Le tout fidelement traduit en Vers, & en Prose, selon la diversité des matieres. Par le Sieur Magnon, Historiographe de sa Majesté. Avec un Calendrier où est contenu tout ce qu’il y a de remarquable dans la Vie des Saints. 1654.